# Municipio de Tobin (Misuri)
El municipio de Tobin (en inglés: Tobin Township) es un municipio ubicado en el condado de Scotland en el estado estadounidense de Misuri. En el año 2010 tenía una población de 162 habitantes y una densidad poblacional de 2,23 personas por km².

## Geografía
El municipio de Tobin se encuentra ubicado en las coordenadas 40°20′27″N 92°12′15″O / 40.34083, -92.20417. Según la Oficina del Censo de los Estados Unidos, el municipio tiene una superficie total de 72.73 km², de la cual 72,16 km² corresponden a tierra firme y (0,79 %) 0,57 km² es agua.

## Demografía
Según el censo de 2010, había 162 personas residiendo en el municipio de Tobin. La densidad de población era de 2,23 hab./km². De los 162 habitantes, el municipio de Tobin estaba compuesto por el 99,38 % blancos y el 0,62 % eran de una mezcla de razas. Del total de la población el 0 % eran hispanos o latinos de cualquier raza.